# Reschenmeer
Het Reschenmeer (Duits: Reschensee, Italiaans: Lago di Resia) is een stuwmeer in de Zuid-Tiroolse gemeente Graun im Vinschgau. Het meer ligt op ongeveer 1520 meter hoogte, net ten zuiden van de Oostenrijks-Italiaanse grens, dicht bij de Reschenpas. Het meer is zes kilometer lang en is op de breedste plekken één kilometer breed. De oppervlakte van het meer bedraagt 6,6 km² en het meer bevat 120 miljoen kubieke meter water. De plaatsen Reschen, Graun en Sankt Valentin auf der Haide liggen aan de oever van het meer. Het meer ontvangt water vanuit de rivieren Etsch, Rojenbach en Karlinbach. Het water wordt afgevoerd door de Etsch.

## Geschiedenis
Het stuwmeer ontstond in 1950 na de bouw van een stuwdam tussen 1948 en 1950. Voor de aanleg van deze dam waren er nog drie meren te vinden. Naast het Reschenmeer waren dat de Mittersee en het nabijgelegen Haidermeer, dat ten zuiden van het Reschenmeer gelegen is.
Als gevolg van de dam kwamen het oorspronkelijke dorp Graun en een groot deel van Reschen onder water te staan. 163 huizen werden afgebroken en 523 hectare land werd onder water gezet. Heden ten dage herinnert de boven de oppervlakte uitstekende kerktoren van Alt-Graun, de oude dorpskern van Graun, aan het vroegere dorp.
De aanleg van de stuwdam heeft een slechte nasmaak voor de bewoners van Alt-Graun gehad. Na WOII vroeg Zwitserland aan Italië een schadevergoeding, in de vorm van elektriciteit. Dit werd vervolgens door Italië erg voortvarend aangepakt, door de reeds in 1939 onder Mussolini gestarte, maar wegens de oorlog gestopte aanleg van de stuwdam te hervatten. De bewoners werden daarbij in houten barakken gehuisvest zonder enig comfort en/of vergoeding, de huizen werden in heel korte tijd afgebroken en het gehele dorp onder water gezet, met als toeristenbeeld de boven water staande kerktoren. In mei 2021 was het dorp door de lage waterstand voor het eerst in zeventig jaar weer zichtbaar.
| - Reschenmeer - Blik op de oude kerktoren van Graun in een bevroren Reschenmeer - Blik op de oude kerktoren van Graun in de zomer - Kerktoren en boot |